# ボランティア戦隊清流レンジャー
ボランティア戦隊清流レンジャー（ボランティアせんたいせいりゅうレンジャー）は山口県岩国市美川町で2005年の台風14号の被害を受けて発足した地域のボランティア団体である。主な活動として、錦川の観察・炊き出しなどを行った。